# أمثال يسوع

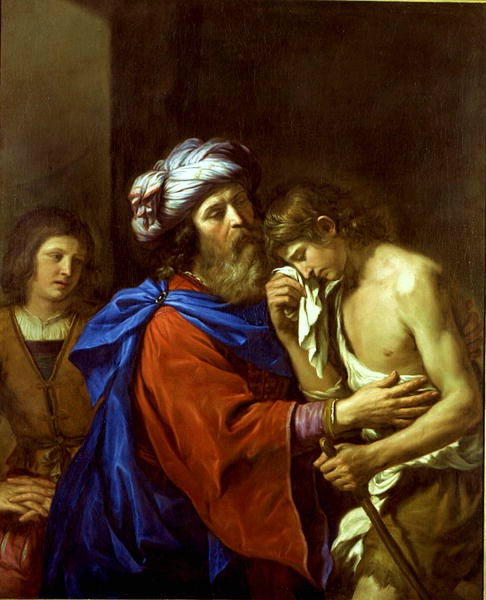
عودة الابن الضال، أحد أبرز أمثال يسوع.

أمثال يسوع، محتواة في الأناجيل القانونية جميعها، كما في بعض الأناجيل المنحولة مثل إنجيل توما، ولكنها بشكل أساسي توجد في الأناجيل الإزائية. وتمثل جزءًا أساسيًا من تعاليم يسوع، وتشكل ما يقرب من ثلث ما سجل من تعاليمه. وقد وضعت في مكانة عالية داخل التعليم المسيحي.
الأمثال هي مجموعة قصص قصيرة عمومًا ومختلفة الطول ضربها يسوع خلال نشاطه العلني حسب رواية العهد الجديد؛ تعتمد على البساطة، والكثير من التشبيهات والصور، لتوضيح غاية معينة، بحيث تساعد الحبكة القصصية أو خلاصة نهاية المثل في فهم الحقائق الروحية. وأما مواد الأمثال فلم تكن فلسفيّة أو غريبة أن الوسط الاجتماعي البسيط، إذ استخدم المسيح أمثالاً من المحيط بعضها من الطبيعة مباشرة والبعض الآخر عادات اجتماعيّة، مأولة لإيصال حقيقة روحية، ولمعظم الأمثال نقطة جوهرية واحدة فقط، وبالتحليل العكسي، فإن كل مثل يعطي تطبيقًا روحيًا لأمر مألوف.
تعتبر الأمثال، لا سيّما في الحضارة الغربية، واحدة من أكثر القصص شهرة في العالم.

## بنية الأمثال
إن مجموع الأمثال، وأغلبها إزائية، ثمانية وثلاثون مثلاً، تبوب في عشرة أبواب، فمنها عن الدينونة والمستقبل، وعن الخدمة والطاعة، وعن الصلاة ومحبة الله، وعن محبة الإنسان والقيم الأخلاقية. وتشبك الأمثال أحيانًا، فإن عظة واحدة كما في متى 13 حيث ترد خمسة أمثال تختصّ مواضيع مختلفة، أو تأتي ردًا على سؤال وجّه للمسيح كما في متى 18: 21-35، إذ جاء المثل ردًا على سؤال من بطرس؛ ومثل عمال الكرم في متى 20: 1-16، كان إشارة إلى عمومية الدعوة وعدم انحصارها في الشعب اليهودي. البعض من الأمثال، إنما جاء متممًا لما ورد في العهد القديم، فمثل الكرمة في أشعياء 5، شكل أساس مثل المسيح عن المزارعين القتلة في متى 21: 33-41؛ وكلا المثلين إنما يشيران إلى بيت إسرائيل الذي رفض الأنبياء بل وقتل زمرة منهم. ومما لا شكّ فيه أن مثلي العذارى العشر والوزنات، كان هدفها التوضيح بجلاء أكبر للاستعداد ليوم القيامة والمجيء الثاني. وفي حين أن مثل الابن الضال يناقش رحمة الله، فإن مثل السامري الصالح يعلن أخوة كل البشر جميعًا وواجب مساعدة كل نسان على قاعدة ‹كل إنسان هو أخي›؛ في حين يوضح مثل الوزنات، أن الإنسان الذي أدرك محبة الله غير المحدودة، ليس معفى من أي جهد، بل له الدعوة في أن ينمي مواهبه المختلفة في الأعمال الصالحة.

## قائمة الأمثال
| - مثل الخروف الضال (لوقا 1:15-7) - مثل الدرهم المفقود (لوقا 8:15-10) - مثل الابن الضال (لوقا 11:15-24) - مثل الزارع (متى 3:13-9، 18-23). - مثل القمح والزوان (متى 24:13-30، 36-43) - مثل حبة الخردل ومثل الخميرة (متى 31:13-33). - مثل الكنز المُخفى ومثل اللؤلؤة كثيرة الثمن(متى 44:13-46). - مثل الشبكة المطروحة في البحر (متى 47:13-50). - مثل إنسان يُلقي البذار (مرقس26:4-29). - مثل رب بيت يستأجر فعلة لكرمه (متى 1:20-16). - مثل العبد الذي يُؤمر من سيّده (لوقا7:17-10). - مثل صديق منتصف الليل (لوقا5:11-13). - مثل قاضي الظلم (لوقا1:18-8أ). - مثل السامري الصالح (لوقا25:10-37). - مثل الدعوة إلى العرس (متى 26:20-28). - مثل الفرّيسي والعشّار (لوقا9:18-14). - مثل الغني الغبي (لوقا13:12-21). | - مثل إنسان صنع عشاء عظيماً (لوقا16:14-24). - مثل الوكيل الخائن (لوقا1:16-13). - مثل كان لدائن مديونان (لوقا37:7-50). - مثل الابنان ( متى 23:21-32). - مثل الكرم والكرّامين (متى 33:21-45). - مثل عرس الملك لابنه (متى 2:22-14). - مثل التينة التي لم تصنع ثمراً (لوقا1:13-9). - مثل العبد الذي لم يسامح رفيقه (متى 21:18-35). - مثل الوزنات (متى 14:25-30). - مثل العذارى العشر (متى 1:25-13). - مثل العبد الأمين (متى 45:24-51). - مثل اللص الذي يأتي في الليل (متى 37:24-44). - مثل الخراف والجداء (متى 31:25-46). - مثل الزارع (متى 3:13-9، 18-23). - مثل حبة الخردل والخميرة الصغيرة (متى 31:13-33). |